# ビッグ・メイシオ
ビッグ・メイシオあるいはビッグ・メイシオ・メリウェザー（Big Maceo Merriweather、1905年3月31日 - 1953年2月23日 ）はアメリカ合衆国のブルース・シンガー、ピアニストである。主に1940年代のシカゴで活動した。

## 来歴
1905年3月31日、ジョージア州ニューナンに生まれ、独学でピアノを習得した。1920年に彼はデトロイトに移住し、音楽のキャリアをスタートさせている。彼はここでタンパ・レッド出会った。レッドはRCAビクターとその傘下のレーベルブルーバード・レコードのレスター・メルローズにメイシオを紹介し、その後彼は同社とレコーディング契約を締結することとなる。彼のデビュー曲となったのが「Worried Life Blues」（1941年）であり、これはヒットとなり、彼の代表曲としてしられるようになった。同曲は、スリーピー・ジョン・エスティスの「Someday Baby」を元にした楽曲であった。その他、彼は「Chicago Breakdown」、「Texas Stomp」、「Detroit Jump」など古典的なピアノ・ブルースの楽曲をリリースした。そのピアノ・スタイルはリロイ・カー、ルーズヴェルト・サイクスといった人たちや、ミード・ルクス・ルイス、アルバート・アモンズらのブギウギ・スタイルに影響を受けながら発展させたものであった。逆に彼はリトル・サニー・ジョーンズ、ヘンリー・グレイなどのミュージシャンに影響を与えており、特にグレイはブルース・ピアニストとしてのキャリアをスタートさせるにあたり、メイシオは手助けをしてくれたと語っている。
メイシオのスタイルは、戦後に活躍したブルース・ピアニストのほぼ全てに影響を与えたと言っても過言ではない。彼の代表曲「Worried Life Blues」はブルースのスタンダート曲として知られており、エリック・クラプトンがコンサートの定番曲として演奏しているのを始め多くのアーティストによって取り上げられている。この曲は「ストーミー・マンデイ」、「スウィート・ホーム・シカゴ」、「ダスト・マイ・ブルーム」、「ヘルハウンド・オン・マイ・トレイル」と並び、ブルースの殿堂の古典的ブルース・レコーディング（シングル、あるいはアルバムのトラック）に最初に加えられた楽曲となった。
メイシオは1946年に脳卒中に見舞われ、麻痺で右手が使えなくなったが、ときにエディ・ボイドやジョニー・ジョーンズの助けを借りながら片手で演奏活動を続けた。
彼は1953年2月23日、心臓発作によりシカゴで死去し、ミシガン州ウォーレンのデトロイト・メモリアル墓地に埋葬された。
彼がRCAビクター、ブルーバードに残したレコーディングの数々は1975年、2枚組のアルバム『Chicago Breakdown』としてリリースされた。その後これらの音源は様々なレーベルのコンピレーションで再発されている。
2002年、彼はブルースの殿堂入りをしている。
2008年5月3日、ミシガン州ホワイトフォールのハウメット・プレイハウス・シアターでホワイト・レイク・ブルース・フェスティヴァルが開催された。このフェスティヴァルは非営利団体、キラー・ブルースのエグゼクティヴ・プロデューサーのスティーヴ・ソルターがメイシオの墓石を建てる費用を捻出するために企画したものであった。コンサートは成功裏に終わり、2008年6月に彼の墓に墓標が設置された。

## ディスコグラフィー

### コンピレーション・アルバム
- 1961年『Collection "Jazz Classics" No. 22』(RCA Victor)
- 1969年『Black & White Vol. 9』(RCA)
- 1970年『Big Maceo with Tampa Red In Chicago 1941-1946』(Sunflower)
- 1975年『Chicago Breakdown』(RCA)
- 1976年『Bluebird No. 2: Big Maceo, Vol. 1』(RCA)
- 1984年『The Best of Big Maceo, Vol. 1 And 2』(Arhoolie)
- 1989年『Tampa Red/Big Maceo: Get It Cats!』(Swingtime)
- 1993年『The King Of Chicago Blues Piano』(Arhoolie)
- 1995年『Worried Life Blues』(Orbis)
- 1997年『The Bluebird Recordings』(RCA/Bluebird)
- 1999年『The Essential Recordings Of Tampa Red And Big Maceo』(Indigo)
- 2001年『The Best of Big Maceo With Tampa Red』(Blues Forever)
- 2003年『Chicago Piano, Vol. 1 And 2』(Fabulous)
- 2004年『Complete Recorded Works in Chronological Order, Vol. 1 And 2』(Document)

### SP盤シングル
- 1941年「Texas Blues」/「Worried Life Blues」(Bluebird)
- 1941年「Country Jail Blues」/「Ramblin' Mind Blues」(Bluebird)
- 1942年「It’s All Up To You」/「Tuff Luck Blues」(Bluebird)
- 1942年「I Got The Blues」/「Why Should I Hang Around?」(Bluebird)
- 1942年「Bye, Bye, Baby Blues」/「Poor Kelly Blues」(Bluebird)
- 1943年「Anytime For You」/「Since You Been Gone」(Bluebird)
- 1945年「Kid Man Blues」/「Things Have Changed」(Bluebird)
- 1946年「Chicago Breakdown」/「Winter Time Blues」(Bluebird)
- 1946年「Maceo’s 32-20」/「Texas Stomp」(RCA Victor)
- 1946年「Big Road Blues」/「Won’t Be A Fool No More」(RCA Victor)
- 1946年「Maceo’s 32-20」/「Texas Stomp」(RCA Victor)
- 1947年「Worried Life Blues」/「Tuff Luck Blues」(RCA Victor)
- 1947年「Detroit Jump」/「Come On Home」(RCA Victor)
- 1947年「Broke And Hungry Blues」/「Kid Man Blues」(RCA Victor)
- 1947年「My Own Troubles」/「I Lost My Little Woman」(RCA Victor)
- 1947年「I’m So Worried」/「It’s All Over Now」(RCA Victor)
- 1948年「Can’t You Read」/「County Jail Blues」(RCA Victor)
- 1949年「If You Ever Change Your Ways」/「Chicago Breakdown」(RCA Victor)
- 1949年「Do You Remember?」/「Big City Blues」(Specialty)